# The Age of Plastic
The Age of Plastic, utkom 1980 och är den brittiska musikgruppen The Buggles första musikalbum.

## Låtlista
1. Living In The Plastic Age
2. Video Killed the Radio Star
3. Kid Dynamo
4. I Love You (Miss Robot)
5. Clean Clean
6. Elstree
7. Astroboy (And The Proles On Parade)
8. Johnny On The Monorail
9. Island (CD-bonusspår. B-sidan av den brittiska singelskivan "The Plastic Age".
10. Technopop (CD-bonusspår. B-sidan av den brittiska singelskivan "Clean Clean".
11. Johnny On The Monorail (A Very Different Version) (CD-bonusspår. B-sidan av den brittiska singelskivan "Elstree".